# Jindřich Staněk
Jindřich Staněk (Strakonice, 27 de abril de 1996) es un futbolista checo que juega en la demarcación de portero para el SK Slavia Praga de la Liga de Fútbol de la República Checa.

## Selección nacional
Tras jugar con las categorías inferiores de la selección, finalmente el 5 de septiembre de 2021 hizo su debut con la selección de República Checa en un partido de clasificación para la Copa Mundial de Fútbol de 2022 contra Bélgica que finalizó con un resultado de 3-0 a favor del combinado belga tras los goles de Romelu Lukaku, Eden Hazard y Alexis Saelemaekers.

### Participaciones en Eurocopas
| Copa          | Sede     | Resultado    | Partidos | Goles |
| ------------- | -------- | ------------ | -------- | ----- |
| Eurocopa 2024 | Alemania | Primera fase | 3        | 0     |

## Clubes
| Club                       | País            | Año       | Partidos | Goles |
| -------------------------- | --------------- | --------- | -------- | ----- |
| AC Sparta Praga            | República Checa | 2013-2014 | 0        | 0     |
| Hyde United F. C. (cedido) | Inglaterra      | 2015      | 5        | 0     |
| Everton F. C.              | Inglaterra      | 2015-2016 | 0        | 0     |
| HFK Třebíč (cedido)        | República Checa | 2017      | 3        | 0     |
| SK Dynamo České Budějovice | República Checa | 2017-2020 | 48       | 0     |
| FC Viktoria Plzeň          | República Checa | 2021-2024 | 119      | 0     |
| SK Slavia Praga            | República Checa | 2024-     | 27       | 0     |

## Palmarés

### Títulos nacionales
| Título                               | Club              | País            | Año  |
| ------------------------------------ | ----------------- | --------------- | ---- |
| Liga de Fútbol de la República Checa | FC Viktoria Plzeň | República Checa | 2022 |
| Liga de Fútbol de la República Checa | SK Slavia Praga   | República Checa | 2025 |